# Johanna Maria
Johanna Maria es una de los tres ressorts en los que se divide el distrito de Coronie, en Surinam. Está ubicado al extremo occidente del distrito.
Limita al norte con el océano Atlántico, al oriente con el ressort de Totness, al sur limita con el distrito de Sipaliwini y al occidente con el distrito de Nickerie. 
Para el 2004, Johanna Maria según cifras de la Oficina Central de Asuntos Civiles (CBB), tenía 598 habitantes. 